# Paoli (Colorado)
Paoli è un comune (town) degli Stati Uniti d'America della contea di Phillips nello Stato del Colorado. La popolazione era di 34 abitanti al censimento del 2010.
Un ufficio postale chiamato Paoli era in funzione dal 1888. La comunità deve il suo nome all'omonimo centro abitato nella Pennsylvania.

## Geografia fisica
Paoli è situata a 40°36′44″N 102°28′22″W (40.612120, -102.472868).
Secondo lo United States Census Bureau, la città ha una superficie totale di 0,79 km², dei quali 0,79 km² di territorio e 0 km² di acque interne (0% del totale).

## Società

### Evoluzione demografica
Secondo il censimento del 2010, c'erano 34 abitanti.

### Etnie e minoranze straniere
Secondo il censimento del 2010, la composizione etnica della città era formata dal 100% di bianchi, lo 0% di afroamericani, lo 0% di nativi americani, lo 0% di asiatici, lo 0% di oceanici, lo 0% di altre razze, e lo 0% di due o più etnie. Ispanici o latinos di qualunque razza erano lo 0% della popolazione.